# Napoléon Bourassa
Pour les articles homonymes, voir Bourassa.
Napoléon Bourassa, né le 21 octobre 1827 dans le village de L'Acadie et mort le 27 août 1916 à Lachenaie (désormais Terrebonne), est un architecte, un peintre et un écrivain successivement bas-canadien, est-canadien puis québécois.

## Biographie
Originaire de L'Acadie, municipalité qui fait  partie depuis 2001 de Saint-Jean-sur-Richelieu, il est le fils de François Bourassa, cultivateur, et de Geneviève Patenaude (1789-1872). Il est le frère de François Bourassa.
Il étudie onze ans chez les Sulpiciens au Collège de Montréal. En 1848, il fait un stage en droit avec Norbert Dumas mais choisit ensuite d'étudier la peinture avec Théophile Hamel de 1849 à 1851.
Après avoir voyagé dans les villes européennes de Paris, Rome et Florence pour cheminer avec le peintre Johann Friedrich Overbeck entre 1852 et 1855, il épouse Azélie Papineau (1834-1869), fille de Louis-Joseph Papineau. Il est professeur de dessin à l'École normale Jacques-Cartier en 1861. Il installe par la suite son atelier d'art à Montebello, en Outaouais. Sa femme lui donne cinq enfants, dont Augustine Bourassa (1858-1941) peintre, Gustave Bourassa (1860-1904), prêtre et Henri Bourassa (1868-1952), député, journaliste et fondateur du journal Le Devoir. Elle meurt en 1869.
Napoléon Bourassa fonde la Revue canadienne et il en est le directeur de 1864 à 1870. Il est membre fondateur de l'Institut canadien-français des arts et métiers en 1865. Il est le vice-président de la Société Saint-Jean-Baptiste de Montréal en 1880. Il habite alors sur 430 rue Bonsecours, à Montréal. Il fait également partie de la Société des artisans canadiens-français, où il enseigne le dessin, de l'Académie des beaux-arts du Canada et de la Société royale du Canada. Il assiste d'ailleurs à sa fondation en 1882.
En 1877, il est membre d'une commission d'enquête du gouvernement du Québec et se rend en France pour étudier l'organisation, le fonctionnement et les méthodes d'enseignement des écoles d'arts et métiers et des écoles de dessin appliqué à l'industrie, à l'architecture et à la mécanique.
Bourassa a eu de célèbres apprentis, dont Louis-Philippe Hébert, François-Édouard Meloche et Olindo Gratton. Il sculpte également le buste de son beau-père, Papineau. Il a notamment construit la chapelle Notre-Dame de Lourdes de Montréal, la chapelle de l'Institut Nazareth et réalisé les plans de l'église Sainte-Anne de Fall River aux États-Unis. Une de ses peintures les plus reconnues mais inachevée s'intitule L'Apothéose de Christophe Colomb.
En 1880, il fonde le musée des beaux-arts du Canada avec ses confrères artistes. Il est consulté en 1883 pour la construction de l'Assemblée législative du Québec. Il meurt le 27 août 1916 à Lachenaie (aujourd'hui Terrebonne) à l'âge de 88 ans.
Sa fille Adine Bourassa publie ses correspondances en 1929. Le Fonds Napoléon-Bourassa de l'Université d'Ottawa est créé en son honneur. Le fonds d’archives Famille Napoléon Bourassa est conservé au centre d’archives de Montréal de Bibliothèque et Archives nationales du Québec. Un fonds d’archives Napoléon Bourassa est également conservé à Bibliothèque et Archives Canada. À l'occasion la galerie L'Art français expose ses œuvres.

## Œuvres architecturales

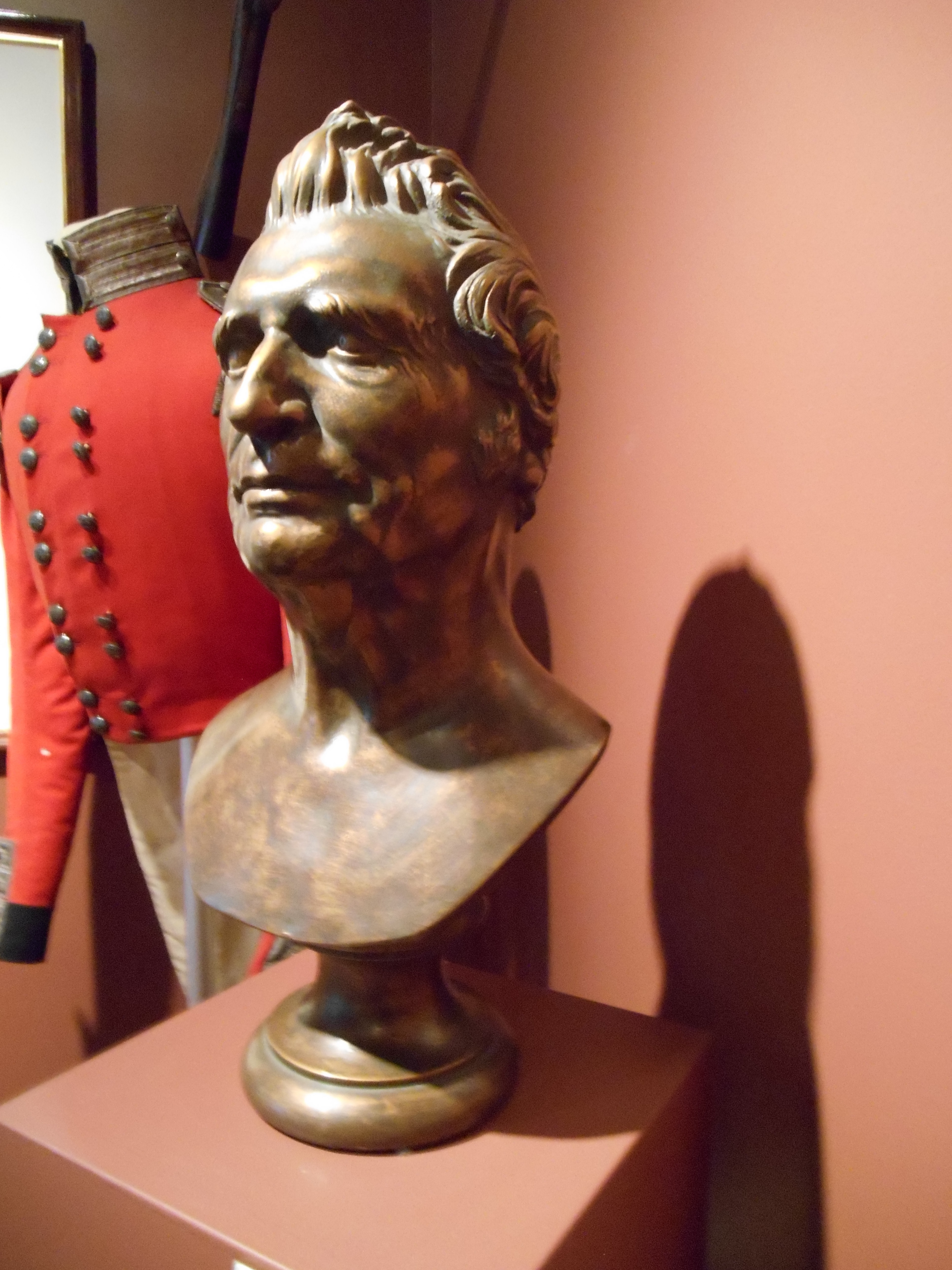
Louis-Joseph Papineau
buste en bronze, 1873

- Couvent des dominicaines de Saint-Hyacinthe (1890-1892);
- Chapelle des Dames du Sacré-Cœur;
- Chapelle Notre-Dame-de-Lourdes de Montréal (1872-1880);
- Chapelle du Manoir de Louis-Joseph Papineau;
- Église de Montebello (1894-1895);
- Église de Saint-Hugues;
- Église de Saint-Ours;
- Rénovation de la cathédrale de Saint-Hyacinthe;
- Église Sainte-Anne de Fall River[7] (1892-1896).

## Œuvres

### Sculptures

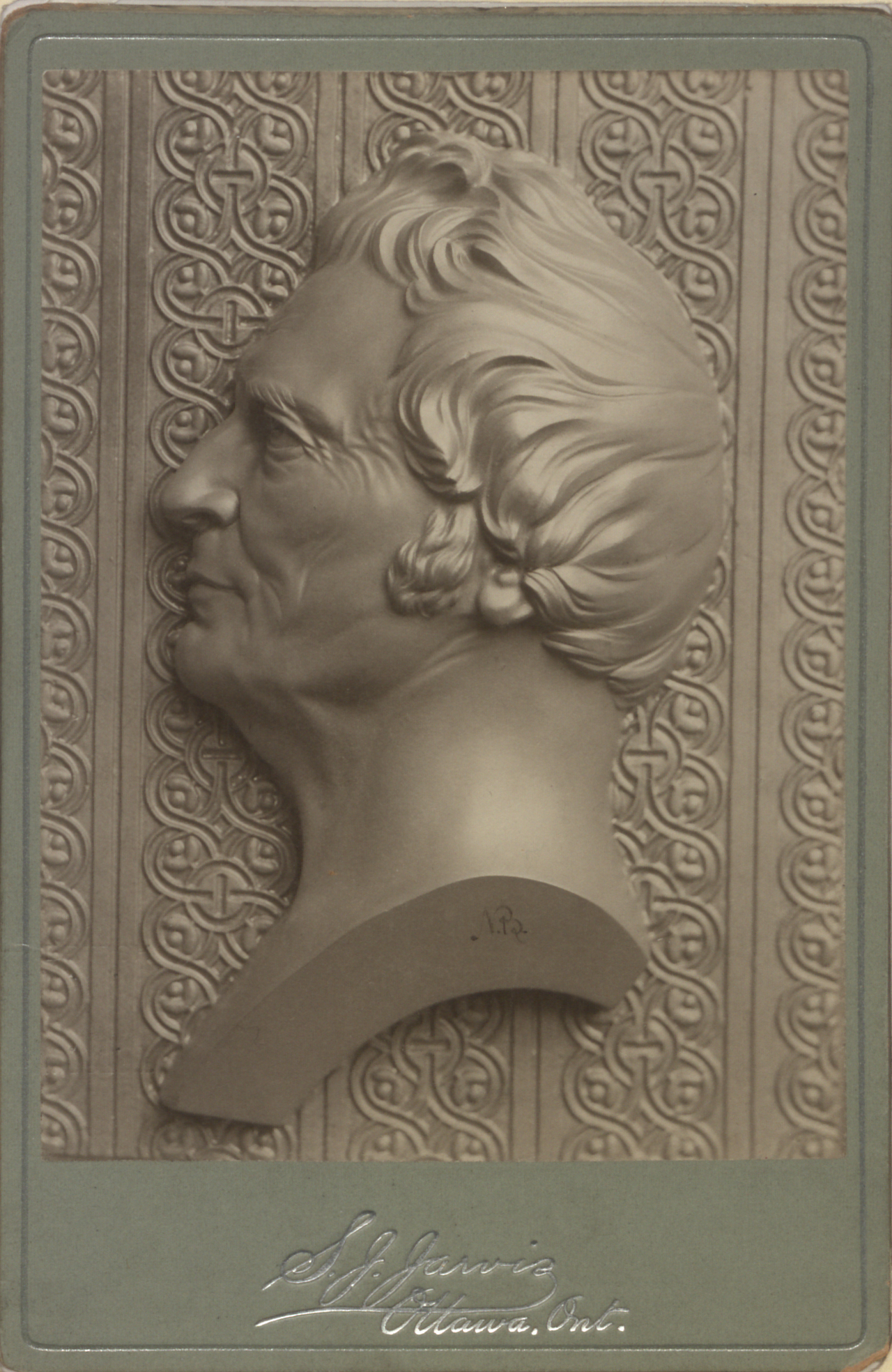
Bas-relief, profil de Louis-Joseph Papineau.

- François Bourassa, père de l'artiste, 1896, plâtre patiné, 58 x 46 cm (médaillon); 81,5 x 70 x 11 cm (avec cadre), Musée national des beaux-arts du Québec, Québec[8].
- Louis-Joseph Papineau, 1900, plâtre patiné, 72 x 60,4 x 13,1 cm, Musée national des beaux-arts du Québec, Québec[9].
- Louis-Joseph Papineau, 1900, plâtre patiné, 48 x 37 x 10 cm, Musée national des beaux-arts du Québec, Québec[10].
- Louis-Joseph Papineau, 1900, plâtre patiné, 48 x 37 x 10 cm, Musée national des beaux-arts du Québec, Québec[11].
- Louis-Joseph Papineau, 1900, plâtre teinté, 58 x 45,5 x 10 cm, Musée national des beaux-arts du Québec, Québec[12].
- Louis-Joseph Papineau, 1900, plâtre, 58 x 45,5 x 10 cm, Musée national des beaux-arts du Québec, Québec[13].
- Louis-Joseph Papineau, 1900, plâtre patiné, 48 x 37 x 10 cm, Musée national des beaux-arts du Québec, Québec[14].
- Louis-Joseph Papineau, 1900, plâtre patiné, 47 x 36 x 10 cm, Musée national des beaux-arts du Québec, Québec[15].

### Peintures
- Madame François Bourassa, née Geneviève Patenaude, mère de l'artiste, 1851, huile sur toile, 58,6 x 48,6 cm, Musée national des beaux-arts du Québec, Québec[16].
- Napoléon Bourassa et sa femme, née Azélie Papineau, 1857-1858, huile sur toile, 23 x 18,5 cm (chaque élément); 34,5 x 49,5 x 5,5 cm (cadre), Musée national des beaux-arts du Québec, Québec[17].
- Louis-Joseph Papineau, beau-père de l'artiste, 1858, huile sur toile, 152 x 114,9 cm, Musée national des beaux-arts du Québec, Québec[18].
- Madame Napoléon Bourassa, née Azélie Papineau, 1862,1863, huile sur toile, 61 x 51 cm, Musée national des beaux-arts du Québec, Québec[19].
- Rochers au ruisseau Papineau du domaine de Montebello, vers 1865, huile sur toile, 28,6 x 27,6 cm, Musée national des beaux-arts du Québec, Québec[20].
- La Rivière des Outaouais à Montebello, vers 1865, huile sur toile, 21 x 53,4 cm, Musée national des beaux-arts du Québec, Québec[21].
- Paysage à Montebello. Étude mise au carreau ,vers 1865, huile sur toile, 28,6 x 50,8 cm, Musée national des beaux-arts du Québec, Québec[22].
- Les Petits Pêcheurs, vers 1865, huile sur toile, 49,2 x 59,5 cm, Musée national des beaux-arts du Québec, Québec[23].
- La Misère, 1865 ou avant, huile sur toile, 65 x 80,5 cm, Musée national des beaux-arts du Québec, Québec[24].
- La Déposition de Croix, 1866-1867, huile sur toile, 180,50 × 241,20 cm ; originellement à la chapelle du Bon-Pasteur, à Montréal ; offerte ensuite au Grand Séminaire de Montréal[25].
- Adine et Henri Bourassa, enfants de l'artiste, 1878, huile sur toile, 47 x 39 cm, Musée national des beaux-arts du Québec, Québec[26].
- La Peinture mystique, 1896-1897, huile sur bois, 53,5 x 88,5 cm, Musée national des beaux-arts du Québec, Québec[27].
- Le Petit Mendiant, 1896-1897, huile sur bois, 72,6 x 57,5 cm, Musée national des beaux-arts du Québec, Québec[28].
- La Méditation, 1896-1897, huile sur toile, 74,8 x 62 cm, Musée national des beaux-arts du Québec, Québec[29].
- Catherine Laberge, 1897, huile sur toile, 60,3 x 47 cm, Musée national des beaux-arts du Québec, Québec[30].
- L'Apothéose de Christophe Colomb, entre 1905 et 1912, huile sur toile, 458,3 x 769,8 cm, Musée national des beaux-arts du Québec, Québec[31].

### Dessins
- Gustave Bourassa, fils de l'artiste, 1865?, pastel sur papier collé sur carton, 48,1 x 43,1 cm, Musée national des beaux-arts du Québec, Québec[32].
- Augustine Bourassa, fille de l'artiste, 1865?, pastel sur papier collé sur carton, 48 x 43 cm, Musée national des beaux-arts du Québec, Québec[33].
- Autoportrait, 1888 ou 1889, mine de plomb et aquarelle sur papier gris, 23,1 x 18 cm, Musée national des beaux-arts du Québec, Québec[34].
- Adine Bourassa, fille de l'artiste, vers 1890, encre, lavis et rehauts de craie sur papier, 23 x 20,5 cm, Musée national des beaux-arts du Québec, Québec[35].

### Photogravure
- Louis-Joseph Papineau, vers 1900, photogravure et rehauts de craie sur papier collé sur carton, 13,5 x 9 cm (papier); 38,1 x 29,2 cm (carton), Musée national des beaux-arts du Québec, Québec[36].

## Œuvres littéraires
- Jacques et Marie, souvenir d'un peuple dispersé, roman historique publié en 1866[37];
- Nos grand'mères, 1887;
- Mélanges littéraires, 1889;
- Lettres d'un artiste canadien, 1929.

### Archives
- Centre de recherche en civilisation canadienne-française
- Bibliothèque et Archives nationales du Québec
- Bibliothèque et Archives Canada